# Aspidytidae
Famille
Aspidytidae est une famille d'insectes aquatiques de l'ordre des coléoptères.

## Systématique
La famille des  Aspidytidae a été créée en 2002 par Ignacio Ribera (d), Rolf Georg Beutel (d), Michael Balke (d) et Alfried P. Vogler (d).

## Liste des genres
Selon BioLib (18 mai 2021) :
- genre Aspidytes Ribera, Beutel, Balke & Vogler, 2002 - genre type

## Étymologie
Le nom de la famille des Aspidytidae reprend celui du genre Aspidytes qui est une combinaison basée sur les termes en grec ancien ἀσπίς, aspis, « bouclier », et δύτης, dhítis, « plongeur ».

## Publication originale
- (en) I. Ribera, R. G. Beutel, M. Balke et A. P. Vogler, « Discovery of Aspidytidae, a new family of aquatic Coleoptera », Proceedings of the Royal Society B, Royal Society, vol. 269, no 1507,‎ 22 novembre 2002, p. 2351-2356 (ISSN 0962-8452 et 1471-2954, PMID 12495503, PMCID 1691161, DOI 10.1098/RSPB.2002.2157, lire en ligne).